# UTV (телеканал, Великобритания)
UTV (ранее Ulster Television) — коммерческое телевидение в Северной Ирландии, принадлежит и управляется компанией ITV, которая до этого принадлежала компания UTV Media plc. Сформирована в ноябре 1958 года, UTV была первой телекомпанией в Северной Ирландии.
19 октября 2015 года было объявлено, что UTV будет продан ITV plc за 100 млн £.